# Vash the Stampede
Vash the Stampede (ヴァッシュ・ザ・スタンピード?, Vasshu za Sutanpīdo) è il protagonista della serie manga Trigun di Yasuhiro Nightow e del relativo adattamento anime. È protagonista anche nel film Trigun: Badlands Rumble del 2010 e nella serie anime Trigun Stampede (2023). La storia è ambientata sul pianeta Terra di Nessuno, dove Vash è un fuorilegge temuto, con una taglia di 60 miliardi di dollari ("doppi dollari") sulla testa e il soprannome di "Tifone umanoide" (人間台風?, Ningen Taifū), a causa della distruzione accidentale di una città dovuta ai suoi poteri soprannaturali. Nonostante la sua reputazione, Vash è un abile pistolero che si oppone a cacciatori di taglie e assassini, molti dei quali lavorano per suo fratello gemello, Millions Knives. La sua personalità è quella di un pacifista dal cuore gentile, che si fa amici tra i cittadini e rifiuta di uccidere i suoi nemici.
Nightow ha concepito Vash come un forte pistolero che si distingue per i suoi principi pacifisti, contrariamente al tipico protagonista dei film d'azione. Il manga è stato adattato in una serie anime, dove Vash è doppiato da Masaya Onosaka da adulto e da Kouki Miyata da bambino. Nella serie Trigun Stampede, il personaggio è doppiato da Yoshitsugu Matsuoka da adulto e da Tomoyo Kurosawa da bambino. In italiano, Simone Mori lo interpreta da adulto e Flavio Aquilone da bambino. Vash appare anche nel film del 2010 Trigun: Badlands Rumble e in altri one-shot. Nightow ha espresso sorpresa per la popolarità di Vash tra il pubblico occidentale.
La critica ha apprezzato il mix di serietà e goffaggine del personaggio. Tuttavia, il suo pacifismo ha suscitato reazioni contrastanti: alcuni recensori lo hanno elogiato come parte dei tratti eroici di Vash, mentre altri hanno criticato le conseguenze negative delle sue scelte pacifiste. Nell'adattamento anime, Vash ha mantenuto la sua popolarità, apparendo in numerose liste sui "migliori personaggi". L'interpretazione di Onosaka è stata particolarmente lodata dalla critica specializzata.

## Creazione e concezione
L'autore del manga Trigun, Yasuhiro Nightow, ha rivelato che il nome di Vash è una sua invenzione, non un riferimento alle band musicali assegnate agli altri personaggi. Ha sviluppato Vash come una figura seria con un lato infantile, considerandolo il più relazionabile tra le sue creazioni. Per differenziare Vash dai tipici eroi dei film d'azione, Nightow lo ha rappresentato come un pacifista, desiderando evitare che il suo protagonista fosse un assassino. Durante la storia, Vash evita di uccidere i nemici, preferendo disarmarli e infliggere ferite non mortali. La sua personalità allegra serve a mettere in risalto questo aspetto, evidenziato dalla sua frase iconica: "Ehi, scusa. Love & Peace?". Per sottolineare le sue abilità da pistolero, Nightow gli ha conferito una vista acuta che gli consente di avere una mira precisa. Durante la realizzazione della serie, Nightow è rimasto colpito dalla popolarità di Vash tra i lettori occidentali. Riguardo alla caratterizzazione di Vash nel manga rispetto all'anime, Nightow ha notato che nella versione anime il personaggio ha meno interessi romantici.
Sebbene Vash sia il protagonista del manga, il regista dell'anime Satoshi Nishimura ha scelto Meryl Stryfe come personaggio principale. Nell'anime, Meryl cerca il Tifone Umanoide e inizialmente non riconosce Vash a causa del suo comportamento infantile. Per creare suspense, lo sceneggiatore Yōsuke Kuroda suggerì che Vash non sparasse un colpo fino al quinto episodio, portando Meryl a rendersi conto che è il famoso pistolero.
Nella serie Trigun Stampede, la caratterizzazione di Vash è stata modificata per presentarlo come un personaggio meno esperto che rifiuta la violenza; attraverso il suo arco narrativo, impara a gestirla. Le sue proporzioni e espressioni sono state progettate per farlo apparire più giovane rispetto al Vash originale, con il finale del primo arco che evidenzia la sua trasformazione nel classico Vash, con un design simbolico della sua evoluzione.

## Descrizione del personaggio
Per rendere distintivo l'aspetto di Vash, Nightow ha frequentemente cambiato il colore dei capelli del personaggio durante la serializzazione del manga. Sebbene i fan si siano chiesti se questo fosse significativo per la trama, Nightow ha scelto di non rivelarne il motivo. Nel finale della serie, si scopre che i capelli biondi di Vash diventano neri a causa dell'uso eccessivo dei suoi poteri soprannaturali. Nonostante l'impegno profuso nel disegno, Nightow ha espresso rammarico per aver dato a Vash e all'antagonista Legato Bluesummers occhi dettagliati, poiché nel manga li ha disegnati in modo incoerente. Ha anche trovato difficile disegnare la pistola di Vash, desiderando che fosse sia visivamente attraente che efficace; inizialmente pensava a una pistola con proiettili illimitati, ma alla fine optò per un design tradizionale ispirato a un'immagine di una canna rovesciata. Oltre alle pistole, Vash è dotato di un potere soprannaturale noto come Angel Arm, che gli consente di trasformare le braccia in armi. L'Angel Arm assume una forma femminile e può creare o dare vita alla materia.
Nel 2023 è stato realizzato un nuovo anime di Trigun, intitolato Stampede. Lo Studio Orange ha cercato di attrarre il pubblico modificando il design di Vash per questo reboot. Il produttore Katsuhiro Takei, fan della serie fin dall'adolescenza, apprezzava il protagonista per i suoi valori e desiderava che la narrazione approfondisse la sua personalità. Takei ha dichiarato che, mentre nel manga originale e nei precedenti adattamenti anime la storia si concentrava sempre su Vash, in Trigun Stampede l'intento era di esplorare le sue origini, i ricordi e il tempo trascorso con Rem e Knives.

### Doppiaggio
Masaya Onosaka ha iniziato a dare voce a Vash nell'anime, che ha debuttato in Giappone nel 1998. Onosaka ha dichiarato di non sapere quando sarebbe stato realizzato il film del 2010, Trigun: Badlands Rumble. Dopo l'annuncio del film, si è detto felice di vedere il suo personaggio per la prima volta al cinema e di lavorare con il cast di Trigun dopo dodici anni dalla fine dell'anime. La doppiatrice Maaya Sakamoto ha espresso entusiasmo per la sua partecipazione al film, interpretando Vash attraverso il suo personaggio, una cacciatrice di taglie di nome Amelia Ann McFly, che ha avuto un ruolo da protagonista. Kouki Miyata ha doppiato il giovane Vash.
Per Trigun Stampede, Vash è doppiato da Yoshitsugu Matsuoka nella sua versione adulta e da Tomoyo Kurosawa nel ruolo da bambino. Matsuoka, che guardava l'anime originale durante gli anni del liceo, si è detto grato e nervoso per essere stato scelto. Sostiene che il fascino di Vash derivi dalla sua personalità schietta e dalle sue sfumature nascoste, rendendo il suo lavoro impegnativo poiché deve rappresentare sia la serietà che l'allegria del protagonista.
Nel doppiaggio italiano della serie anime del 1998, il personaggio è interpretato da Simone Mori nella versione adulta, ruolo che ha ripreso anche nel film Trigun: Badlands Rumble, mentre Flavio Aquilone lo ha doppiato da bambino.

## Biografia del personaggio
Da bambino vive insieme a suo fratello Knives in un'astronave contenente gli ultimi pochi umani sopravvissuti che sono fuggiti dalla Terra a causa della sua mancanza di risorse. I due sono identificati come Plant poiché invecchiano a un ritmo più lento.
Attraverso l'educazione della ricercatrice Rem Saverem, Vash guadagna un ritrovato rispetto per la vita, ma suo fratello cerca il caos nell'umanità. Knives danneggia il sistema di navigazione, facendo scattare l'allarme e risvegliando i passeggeri dormienti. Quando Knives sabota la flotta, mettendola su un percorso accelerato con il pianeta Terra di Nessuno, Rem mette lui e Vash in una capsula di salvataggio per salvarli. La ragazza sceglie di rimanere indietro e cerca di prevenire l'incidente piuttosto che scappare. Quando i due bambini diventano giovani adulti, si separano, con Knives che amputa il braccio sinistro di Vash in una rissa. Vash viene trovato da un gruppo di umani che costruiscono il suo braccio cibernetico. Knives tenta anche di attivare i poteri soprannaturali dormienti di Vash, l'Angel Arm, ma il piano fallisce e un'esplosione cancella la città di July, lasciando 200.000 persone senza cibo o riparo. L'incidente ha fatto guadagnare a Vash la reputazione di Tifone Umanoide.
Da allora pende su di lui una taglia da 60 miliardi di doppi dollari, si trascina di città in città cercando di sfuggire ai disastri che lo seguono. Ovunque vada porta distruzione, provocando danni ingenti ma mai morti. Si promette inoltre di mantenere il patto fatto con Rem prima che lei morisse: di prendersi cura di suo fratello Knives. Nonostante sia un pacifista convinto è anche un pistolero molto esperto, che cerca di non uccidere mai nessuno, anche per non far trapelare agli occhi della gente la sua vera identità. Questa tuttavia inizia a venir fuori dopo il duello vinto contro la famiglia Nebraska ad Inepril City e salvato i passeggeri del Sandsteam dall'assalto dei temibili Bad-Rad di Brilliant Dynamite Neon. Meryl Stryfe, agente della compagnia di assicurazione Bernardelli incaricata con la collega Milly Thompson di investigare sui movimenti di Vash, si ricrederà sulla pessima fama che vige sul suo conto, finendone poi per innamorarsene. Lo stesso accade per Nicholas D. Wolfwood, un reverendo molto abile con la pistola quanto Vash, incaricato da Knives di portarlo da lui.
Anche la gente cambia parere su di lui fino a quando nuovi guai non tormentano Vash a causa di Legato Bluesummers e dei Gung Ho Guns. D'ora in avanti le sue vicende assumono una connotazione differente sia nell'anime che nel manga.

### Poteri e abilità
Il suo braccio destro, grazie ad una pistola costruita da Knives, può trasformarsi nella devastante Angel Arm, arma dalla potenza paragonabile a quella di una bomba atomica, che scavò l'enorme cratere che contraddistingue la quinta luna del pianeta. La sua età presunta è 131 anni nell'anime,150 nel manga tra l'inizio e la fine della prima serie e 152 dall'inizio della seconda.
Sulla sua pistola è incisa l'iscrizione: "EF Auto Ejecting Double Action". Il suo braccio sinistro è artificiale e cela al suo interno una piccola mitragliatrice. È biondo (anche se i suoi capelli a causa dell'utilizzo dell'Angel arm nel manga diventano sempre più neri), ha gli occhi azzurri/verdi e si veste quasi sempre con un inconfondibile impermeabile rosso (nel manga gli impermeabili sono almeno tre, tutti leggermente diversi) e un paio d'occhiali con lenti gialle e una particolare montatura a "V".
Sempre nel manga per utilizzare l'Angel Arm non è necessaria la pistola e può prendere diverse forme.

## Altri media

### Manga

Copertina del primo volume dell'edizione italiana del manga, raffigurante Vash

In questa versione i Gung Ho Guns hanno una mezza moneta ciascuno che Vash dovrà collezionare tutte una volta sconfitti i singoli componenti. Batte Monev The Gale e Dominique The Cyclops, ma il suo Angel Arm lo risveglia per evitare il totale risveglio di suo fratello Knives. Cambia vita e torna a combattere per salvare Rina dopo il suo rapimento; affronta Raidei The Blade e nella nave galleggiante Leonoff The Puppett Master che cerca di salvarlo ricordandosi della sua passata identità: questi però si suicida.
A differenza dell'anime, riesce a salvare la nave senza farla precipitare in superficie, e Blood, che aiuta Vash nella lotta contro Leonoff, resta in vita. In un altro contesto diverso da quello della nave volante se la vede con Hoppered The Gauntlet e deve salvare Meryl dal rapimento di un altro dei Gung Ho Guns, Zazie The Beast. A dargli man forte Nicholas D. Wolfwood, e Milly Thompson. Salvata la ragazza, la quale conosce tutto il suo passato durante il suo periodo di prigionia ad opera di Zazie, affronta in un primo duello Legato Bluesummers, in cui ha la meglio solo grazie all'intervento di Nicholas Wolfwood che gli spara alla tempia mentre Vash lo tiene impegnato con il suo potere dormiente. Aiuta poi Nicholas nella battaglia contro il suo maestro e Livio The Double Fang, occupandosi del primo fra i due, poi riaffronta Legato, ripresosi dal suo stato di coma dal loro ultimo scontro, ad Octavan City. Qui Vash lo uccide ugualmente non per salvare le ragazze, ma Livio, vecchio amico d'infanzia di Nicholas, redento dopo lo scontro con quest'ultimo e impegnato questa volta a sostenere Vash nelle sue battaglie. Viene infine il faccia a faccia contro il fratello Knives, che nel frattempo tenta un amalgama con altri Plant dopo aver saputo anch'egli dell'annerimento dei capelli che può provocare la morte.
Vash lo affronta in combattimento e lo batte riuscendo ad evitare la fusione del fratello con gli altri Plant. Alla fine dello scontro però l'Arca, dove si è tenuto il duello, va in fiamme e sarà Knives a salvarlo, per poi creare un albero di mele con le sue ultime forze rimaste e morire. Torna infine alla sua vita vagabonda di sempre e come nell'anime, cercherà d'ora in avanti le risposte alle sue domande.

### Anime
Dopo aver affrontato i primi due Gung Ho Guns, Monev The Gale e Dominique The Cyclops, estrae nuovamente il suo potere dormiente a causa dei poteri psichici di Legato Bluesummers mente Vash affronta il terzo componente del gruppo Raidei The Blade. L'esplosione della sua arma distruttiva comporta il totale annientamento della città di Augusta, e Vash, amareggiato per non aver evitato la tragedia, cambia vita. Si fa chiamare Eric, cambia look e vive in compagnia di una vivacissima ragazza di nome Rina e di sua nonna. Nicholas D.Wolfwood lo ritrova e lo convince a rimbracciare di nuovo le armi quando Rina viene rapita da un uomo al quale aveva rifiutato le avance. 
Torna dagli uomini che vivono su un vecchio residuato di tecnologia perduta per farsi sostituire il braccio meccanico vecchio con uno più potente, per poi difendere gli abitanti dentro la nave fluttuante nell'aria da altri tre Gung Ho Guns mandati da Legato: Leonoff The Puppet Master, Gray The Ninelives, sconfitti da Wolfwood, e Hoppered The Guntlet. Vash si occuperà solo di quest ultimo, non riuscendo a salvare il reattore che permetteva alla nave di restare a galla fra le nuvole. Nel frattempo le due assicuratrici Meryl Stryfe e Milly Thompson tornano sulle sue tracce. Rammaricato per non aver salvato Blood, uno degli abitanti della nave, morto per colpa di una delle marionette di Leonoff, Vash continua il viaggio alla ricerca di Knives insieme a Nicholas e alle ragazze. Affronta Zazie The Beast in una piccola cittadina fortificata, senza ucciderlo, cosa che farà Wolfwood. Tra i due tornano le vecchie diatribe di quando si erano conosciuti all'inizio sul non assassinare o meno le persone anche in caso di stretta necessità. Si sbarazza poi facilmente di Caine The Longshot, ma perde Nicholas, ucciso dal suo maestro Chapel sotto il controllo psichico di Legato.
Rivela poi il suo passato a Meryl prima di affrontare l'ultimo dei Gung Ho Guns rimasti, Midvalley The Hornfreak, e infine Legato Bluesummers. Contro quest'ultimo viene per la prima volta meno ai suoi principi pacifisti per salvare le due ragazze e uccide Legato con un colpo di pistola alla tempia. Provato dalle dure battaglie e dalle persone che non è riuscito a salvare dalla morte, Vash si prende un breve periodo di riposo accudito da Meryl e Milly, poi parte per lo scontro finale contro suo fratello Knives, Vash lo sconfigge grazie anche alla potente arma balistica a forma di croce di Nicholas e si promette d'ora in avanti di cercare da solo le sue risposte, mantenendo ben saldi gli insegnamenti di Rem.

## Accoglienza

### Popolarità

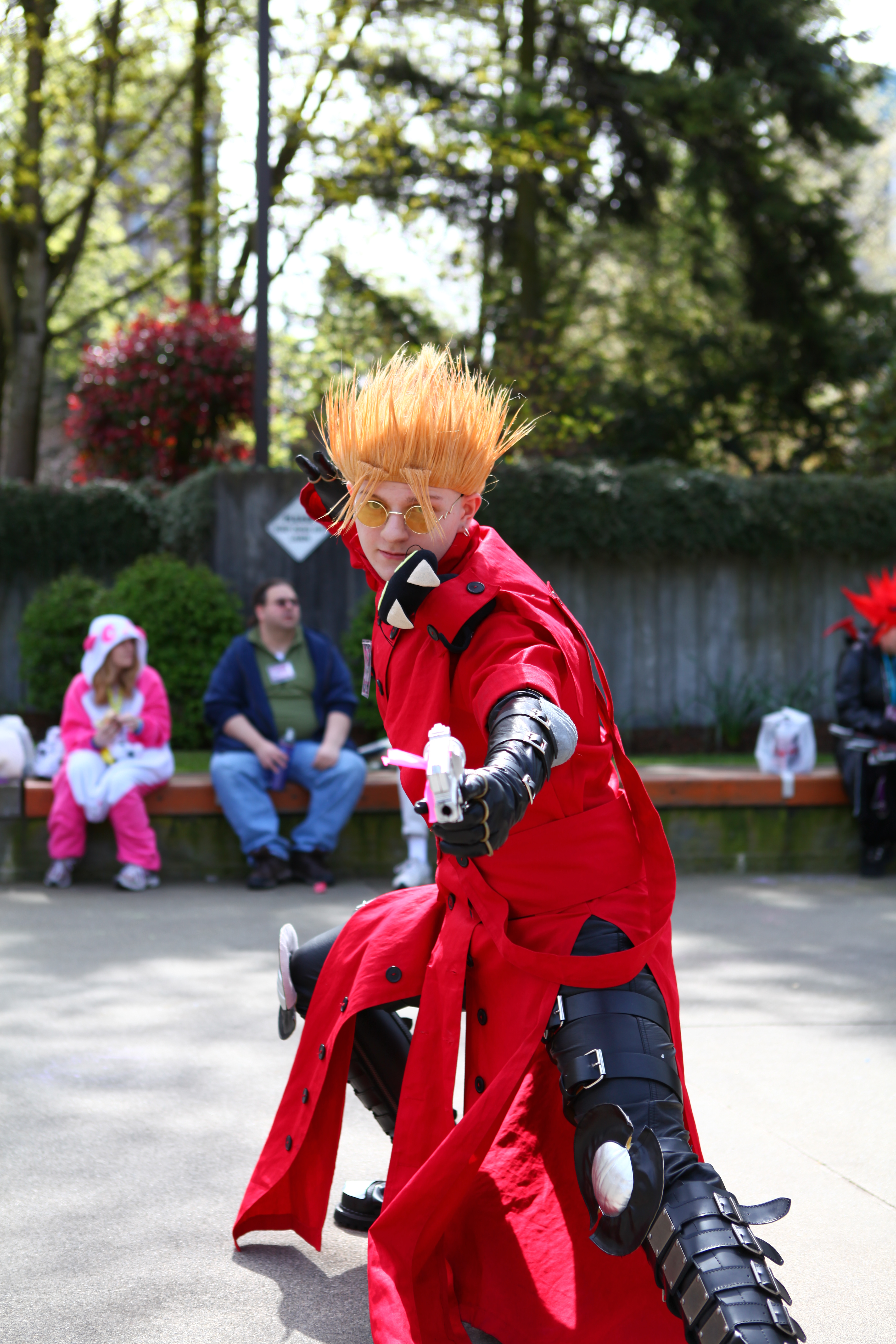
Cosplayer di Vash al Sakura-Con del 2012.

Vash si è posizionato al secondo posto nell'annuale Anime Grand Prix del 1998 per la categoria dei personaggi maschili, superato solo da Spike Spiegel di Cowboy Bebop. Nel 2000, la Society for the Promotion of Japanese Animation ha premiato Vash come miglior personaggio maschile per la sua pubblicazione negli Stati Uniti. Anime News Network lo ha citato, insieme a Wolfwood, tra i "nemici più feroci" per le loro incessanti battaglie e la loro profonda amicizia. Inoltre, AnimeNation ha riconosciuto Vash come uno dei personaggi più popolari degli anni '90, accanto a Spike Spiegel e Sakura Kinomoto di Card Captor Sakura.
Nel 2009, Vash the Stampede è stato classificato al 17º posto nella lista dei Top Anime Characters of All Time di IGN, che ha anche lodato il design del protagonista di Trigun creato da Yasuhiro Nightow. Nel 2014, IGN lo ha posizionato come il 20° miglior personaggio di anime di tutti i tempi, evidenziando il suo equilibrio tra goffaggine e dolore nella narrazione. Hobby Consolas lo ha incluso tra i personaggi più "cool" degli anime per le sue abilità e la sua personalità. In un altro sondaggio, Vash è stato votato come il secondo miglior personaggio doppiato da Masaya Onosaka, subito dopo Francia di Hetalia: Axis Powers. 
Il merchandising legato a Vash è vario e include action figure, pupazzi di peluche, portachiavi, abbigliamento, e occhiali da sole per cosplay. Il cantante dei Mushroomhead ha indossato un cappotto ispirato a Vash durante molti concerti, prima che venisse rubato dal camerino. Inoltre, Vash ha fatto un cameo nel manga Sun Ken Rock di Boichi, quando i personaggi principali vanno a vedere il film di Trigun.

### Critica
La critica ha accolto Vash con entusiasmo, sottolineando come il personaggio sia stato influenzato da film occidentali. Anime News Network lo ha paragonato a Kenshin Himura del manga Kenshin - Samurai vagabondo, evidenziando il loro comune pacifismo. Manga Life ha descritto lo stile di vita di Vash come simile a quello del Midwest americano del 1800, definendo la sua caratterizzazione "fantastica" per il modo in cui affronta i nemici senza mai uccidere. Quando il suo passato viene rivelato a causa dei conflitti con i nemici, Manga Life ha notato che il vero sé di Vash lo rende ancora più affascinante, un aspetto accentuato dal suo stile di disegno. La reintroduzione di Vash in Trigun Maximum ha suscitato commenti positivi; un recensore di Mania Entertainment ha affermato che sia i nuovi lettori che quelli già esistenti sarebbero attratti dalla ripresa del suo viaggio dopo momenti di pace. Tuttavia, in una recensione successiva, Mania ha osservato che alcuni eventi possono sembrare ripetitivi poiché il pacifismo di Vash continua a ritorcersi contro di lui senza una risoluzione adeguata. Fandom Post ha elogiato le conseguenze delle azioni di Vash nel finale, mentre BlerdsOnline ha notato che i lettori percepiscono profondamente i dispiaceri del personaggio. MangaForever lo ha classificato come il quinto protagonista di anime e manga shōnen meglio scritti di sempre, definendolo un personaggio complesso ed enigmatico che si evolve in modo impeccabile nel corso della storia.
I giornalisti hanno anche commentato il ruolo di Vash nell'adattamento anime realizzato da Madhouse. Escapist Magazine ha considerato la sua caratterizzazione uno degli aspetti più intriganti di Trigun, evidenziando come, pur essendo un pacifista, combatta per proteggere gli altri e non venga mai visto come una potenza eccessiva. AnimeOnDVD ha apprezzato la sua capacità di esprimere una vasta gamma di emozioni e atteggiamenti, rendendolo un combattente potente. La storia di Vash e i suoi effetti su di lui sono stati definiti "davvero interessanti", poiché inducono il pubblico a riflettere. T.H.E.M. Anime Reviews lo ha definito "il simbolo dell'eroe incompreso", mentre Anime News Network ha elogiato la sua caratterizzazione per aver evitato cliché comuni nelle storie occidentali. AnimeNation ha paragonato Vash ad Abel Nightroad dell'anime Trinity Blood, sottolineando le somiglianze nei loro tratti. Nel libro Anime Impact: The Movies and Shows that Changed the World of Japanese Animation, Chris Stuckmann paragona Vash a John McClane dei film d'azione Trappola di cristallo per le analoghe incomprensioni che i due incontrano mentre affrontano i nemici. Everyeye.it ha paragonato le sfaccettature caratteriali di Vash a quelle di Ryo Saeba di City Hunter. In un'altra recensione dello stesso sito, il protagonista è stato descritto come carismatico e indimenticabile, definendolo una parabola tragica e il cuore di Trigun.
Il rapporto tra Vash e Knives è stato oggetto di analisi approfondita; il loro combattimento finale è stato considerato un esempio ben sviluppato da ANN. Escapist ha paragonato i due personaggi allo yin e allo yang per le loro nature contrastanti, rendendo il loro antagonismo più affascinante. Anche Comic Book Bin ha fatto un confronto simile, suggerendo un sottile parallelismo tra Caino e Abele del Libro della Genesi, a causa del desiderio di Knives di tormentare il fratello. Mania ha descritto il loro scontro come "roba da leggenda".
Anche la rappresentazione di Vash in Badlands Rumble è stata oggetto di discussione. DVD Talk l'ha apprezzata, affermando che la sua caratterizzazione sarebbe piaciuta al pubblico, mentre UK Anime Network ha notato che trasmette il messaggio pacifista originale della serie nonostante l'attenzione alla commedia. Otaku USA ha confermato che la rappresentazione nel film è fedele al personaggio della serie televisiva. Tuttavia, ANN ha avuto opinioni contrastanti sul personaggio nel film, trovando la sua interpretazione pigra troppo lunga prima della rivelazione del suo vero io. BlerdsOnline ha sottolineato che Vash rappresenta uno dei punti di forza di Nightow durante la creazione di Trigun Maximum, insieme all'antagonismo con Knives. Elena M. Aponte della Bowling Green State University ha osservato che, sebbene Vash cerchi costantemente di evitare la violenza, è responsabile della creazione di un grande caos con il suo Angel Arm, paragonato alla bomba nucleare usata per porre fine alla seconda guerra mondiale. I valori pacifisti di Vash vengono messi in discussione da Wolfwood, il quale osserva il suo pacifismo. Solo nel momento culminante del manga, Vash decide di usare la violenza per la prima volta nella sua vita, uccidendo una persona per proteggere Livio da Legato.
Il restyling di Vash in Stampede è stato elogiato per il suo sex appeal e per l'animazione fluida, ma Anime News Network ha sollevato dubbi sull'attrattiva del nuovo design rispetto all'originale creato da Nightow. UK Anime Network ha criticato Vash per apparire "più emo-pacifista" rispetto al suo personaggio iconico.
I doppiatori di Vash hanno ricevuto attenzione; Escapist ha lodato l'interpretazione di Johnny Yong Bosch (voce inglese del personaggio), mentre DVDTalk ha trovato migliore quella di Onosaka. Japanator ha criticato Bosch per la sua interpretazione quando Vash appare serio, mentre UK Anime Network ha apprezzato il ruolo di Vash nel primo one-shot di Nightow ma ha ritenuto l'interpretazione di Boichi infantile e quasi una Mary Sue.